# 大阿尔
大阿尔是奥地利萨尔茨堡州蓬高地区圣约翰县的一个市镇。总面积129.2平方公里，总人口3634人，人口密度28.1人/平方公里（2001年）。